# Friedrich Robert Helmert
Friedrich Robert Helmert (31 de julio de 1843-15 de junio de 1917) fue un geodesta y matemático alemán. Está considerado el fundador de las teorías matemáticas y físicas de la geodesia moderna.

## Vida y obra
Nacido en Freiberg, estudió desde 1859 hasta 1863 en la Escuela Politécnica de Dresde.
Viendo su interés por la geodesia, uno de sus maestros, August Nagel, lo contrató cuando todavía era estudiante para trabajar en la triangulación de los Montes Metálicos y para el establecimiento de la red trigonométrica de Sajonia. En 1863 se convirtió en ayudante de Nagel para la Medición del Arco de Europa Central.
Se doctoró en 1867 en Leipzig, con una tesis dedicada a la geodesia. Ya desde entonces se hizo acreedor a múltiples reconocimientos y elogios, debido a su inteligencia y a su diligencia excepcionales.
Fue el primero en desarrollar los fundamentos de los métodos de determinación del geoide, que solo pudieron materializarse unas décadas después, cuando se dispuso del instrumental adecuado para realizar mediciones de campo precisas. Helmert dio la definición ya clásica de la geodesia como la ciencia de la medición y la representación de la superficie terrestre.
Un método de ajuste de coordenadas usado frecuentemente en topografía lleva su nombre (transformación de Helmert). La divergencia angular entre el campo gravitatorio y la dirección normal a la superficie del geoide también lleva su nombre (error de Helmert), así como el denominado “elipsoide de Helmert”, modelización del geoide que estableció con una precisión que no pudo ser superada hasta 50 años después.
Como director del Instituto Geodésico de Potsdam (1886-1917), Helmert hizo de esta institución el centro mundial de referencia de la geodesia científica, que definió como la “disciplina dedicada al estudio de la forma de la Tierra y de su campo gravitatorio”. Entre 1909 y 1971, el valor internacional de referencia para la constante gravitatoria de la Tierra se establecía en Potsdam.
Helmert también fue presidente de la Oficina Central de Geodesia Internacional; miembro de pleno derecho de la Academia Prusiana de las Ciencias; miembro extranjero de la Accademia Nazionale dei Lincei en Roma; y profesor en la Universidad Técnica de Aquisgrán (1870-1886) y en la Universidad Humboldt de Berlín. En 1886 fue elegido miembro de la Leopoldina.
Es probablemente el topógrafo más citado de todos los tiempos, aunque su obra tiene el inconveniente desde la perspectiva actual –como declaró Karl Ledersteger en 1970– de su compleja expresión matemática. Esto es debido probablemente al hecho de que para un gran número de tareas geodésicas, Helmert tuvo que desarrollar sus propias herramientas teóricas y de cálculo.
Fue el primero en introducir el uso de la distribución chi cuadrado en 1876, aunque la denominación de la función se deba a Karl Pearson en 1900.

## Honores

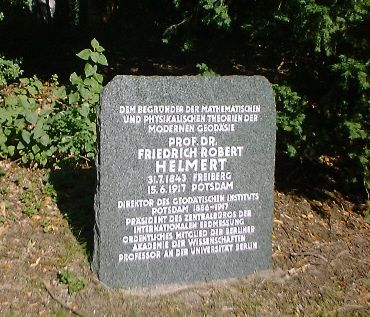
Lápida conmemorativa en honor de Friedrich Robert Helmert (Colina del Telégrafo, en Potsdam)

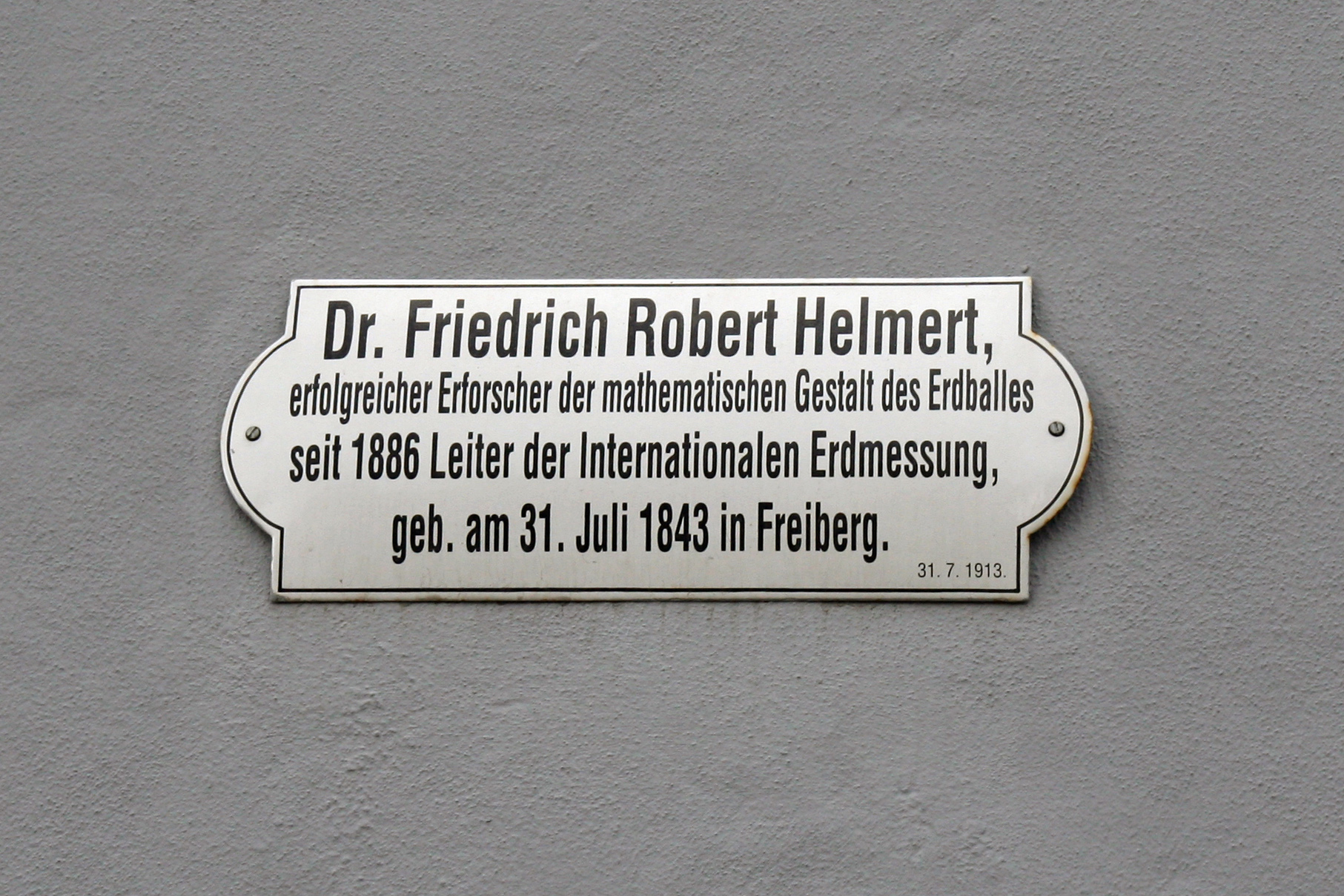
Placa en la plaza Helmert de Freiberg

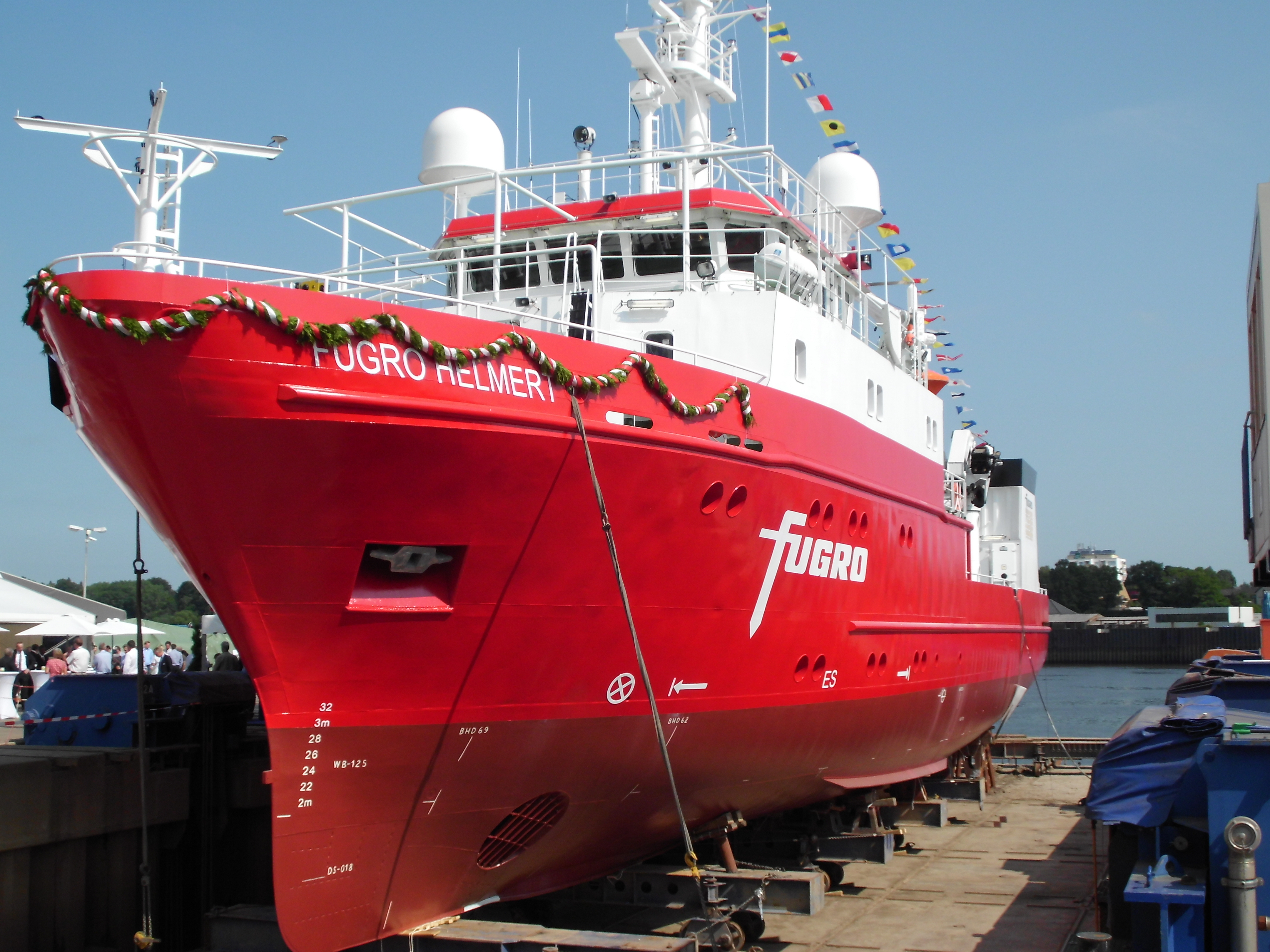
Buque “FUGRO HELMERT”, propiedad de la compañía de trabajos geofísicos Fugro

- El cráter lunar Helmert lleva su nombre.

- La Torre de Observación Astronómica y Geodésica en la Colina del Telégrafo en Potsdam (referencia del sistema geodésico ED50) también lleva su nombre.

- Existen dos calles con su nombre: una en Karlsruhe desde el año 1960, y otra en Potsdam desde el año 2001, así como una plaza en su ciudad natal de Freiberg.

- El 8 de julio de 2013, fue botado en los astilleros de Bremen el buque de investigación geofísica “FUGRO HELMERT”, de 42 m de eslora.

- La “Sociedad Alemana de Geodesia, Geoinformación y Ordenación del Territorio”, en ocasiones muy especiales premia a sus miembros destacados con la medalla Helmert.

## Escritos destacados
Las obras más destacadas de Helmert son: un texto en dos volúmenes de 1880, en el que establece los Fundamentos Teóricos de la Geodesia; un libro de divulgación acerca del método de ajuste por mínimos cuadrados; y una serie de ensayos sobre métodos de transformación de coordenadas.
- Die Ausgleichungsrechnung nach der Methode der kleinsten Quadrate: mit Anwendungen auf die Geodäsie und die Theorie der Messinstrumente. Verlag Teubner, Leipzig 1872.
- Die mathematischen und physikalischen Theorien der Höheren Geodäsie, Band I. Verlag Teubner, Leipzig 1880.
- Die mathematischen und physikalischen Theorien der Höheren Geodäsie, Band II. Verlag Teubner, Leipzig 1884.